# 무지개 강아지 딜런의 모험
《무지개 강아지 딜런의 모험》은 영국과 캐나다의 애니메이션으로, 2024년 8월 28일부터 11월 21일까지 EBS 1TV에서 방영했다가, 2025년 2월 24일부터 5월 22일까지 같은 채널에서 방영했다.

## 등장 인물
- 딜런(개)
- 오지(수달)
- 데이지(고양이)
- 빗시(병아리)

## 목소리 출연
- 김아롱: 딜런
- 이보용: 오지
- 강해나: 데이지
- 김예령: 빗시

## 방영 목록
| 화차       | 제목             | 방송 일자        |
| ---------- | ---------------- | ---------------- |
| 1화        | 소방관           | 2024년 8월 28일  |
| 2화        | 피자 배달부      | 2024년 8월 29일  |
| 3화        | 정원사           | 2024년 9월 4일   |
| 4화        | 심해 잠수부      | 2024년 9월 5일   |
| 5화        | 호텔 매니저      | 2024년 9월 11일  |
| 6화        | 우주비행사       | 2024년 9월 12일  |
| 7화        | 비행기 조종사    | 2024년 9월 18일  |
| 8화        | 공룡 전문가      | 2024년 9월 19일  |
| 9화        | 우편 배달부      | 2024년 9월 25일  |
| 10화       | 웨이터           | 2024년 9월 26일  |
| 11화       | 마술사           | 2024년 10월 2일  |
| 12화       | 철도 기관사      | 2024년 10월 3일  |
| 13화       | 꽃집 주인        | 2024년 10월 9일  |
| 14화       | 도서실 사서      | 2024년 10월 10일 |
| 15화       | 공항 직원        | 2024년 10월 16일 |
| 16화       | 탐정             | 2024년 10월 17일 |
| 17화       | 제빵사           | 2024년 10월 23일 |
| 18화       | 치과 의사        | 2024년 10월 24일 |
| 19화       | 우주 비행사 모험 | 2024년 10월 30일 |
| 20화       | 패션 디자이너    | 2024년 10월 31일 |
| 21화       | 선장             | 2024년 11월 6일  |
| 22화       | 조각가           | 2024년 11월 7일  |
| 23화       | 교통안전 도우미  | 2024년 11월 13일 |
| 24화       | 공원 지키미      | 2024년 11월 14일 |
| 25화       | 농부             | 2024년 11월 20일 |
| 26화       | 피자 요리사      | 2024년 11월 21일 |
| 27화       | 날씨 기자        | 2025년 2월 26일  |
| 28화       | 구조 조종사      | 2025년 2월 27일  |
| 29화       | 가수             | 2025년 3월 5일   |
| 30화       | 배관공           | 2025년 3월 6일   |
| 31화       | 청소 도우미      | 2025년 3월 12일  |
| 32화       | 택배 배송원      | 2025년 3월 13일  |
| 33화       | 호텔 객실 관리사 | 2025년 3월 19일  |
| 34화       | 결혼 도우미      | 2025년 3월 20일  |
| 35화       | 도로 정비사      | 2025년 3월 26일  |
| 36화       | 페인트공         | 2025년 3월 27일  |
| 37화       | 부동산 중개인    | 2025년 4월 2일   |
| 38화       | 마트 직원        | 2025년 4월 3일   |
| 39화       | 소방서의 소방관  | 2025년 4월 9일   |
| 40화       | 박물관 직원      | 2025년 4월 10일  |
| 41화       | 화물 기차 기관사 | 2025년 4월 16일  |
| 42화       | 사건을 맡은 탐정 | 2025년 4월 17일  |
| 43화       | 사탕 과학자      | 2025년 4월 23일  |
| 44화       | 사진사           | 2025년 4월 24일  |
| 45화       | 스포츠 아나운서  | 2025년 4월 30일  |
| 46화       | 제과제빵사       | 2025년 5월 1일   |
| 47화       | 이사 도우미      | 2025년 5월 7일   |
| 48화       | 스포츠 매장 주인 | 2025년 5월 8일   |
| 49화       | 공사장 일꾼      | 2025년 5월 14일  |
| 50화       | 헤어디자이너     | 2025년 5월 15일  |
| 51화       | 의사             | 2025년 5월 21일  |
| 최종화(52) | 환경미화원       | 2025년 5월 22일  |